# Sega Dreamcast
Sega Dreamcast (ドリームキャスト Dorīmukyasuto, kodenavn White Belt, Black Belt, Dural, Dricas, Vortex, Katana, Shark and Guppy gennem udviklingen) var Segas sidste spilkonsol.
I kampen om det stadigt voksende spilmarked lancerede Sega en ny konsol kaldet Dreamcast i Japan den 27. november 1998 og siden hen i USA og Europa . Konsollen var den første next-generation konsol efter Sega Saturn, Playstation og Nintendo 64. Den skulle således tage kampen op mod Sonys, Nintendos og Microsofts kommende konsoller. Dreamcast var den første spillekonsol med indbygget modem som kunne tilsluttes internettet.

Men efter et par år stod det klart, at den ikke solgte nok og Sega offentliggjorde, at de ville stoppe produktionen af maskinen. I stedet ville de udelukkende koncentrere sig om at udvikle spil til andre konsoller og pc. Sega er på den måde i dag blevet en af de største spilproducenter i verden.

## Historie

### Udvikling
I 1997 offentliggjorde Sega, at de ikke længere ville satse på deres Sega Saturn, men i stedet starte udviklingen af en ny konsol som afløser for den. Sega havde tabt mange penge på Sega Saturn til konkurrenten Sony med deres Playstation. Sony havde et langt bredere spiludvalg end Sega havde med deres konsol. Det primære problem for Sega var manglende nytænkning og manglen på tredjeparts spiludviklere som producerede spil til Sega Saturn. Det stod derfor hurtigt klart at Sonys Playstation ville vinde kapløbet over Sega Saturn.
Sega nægtede dog at give op og snart rygtedes det, at de var i gang med udviklingen af en ny konsol, og dermed ville blive de første på markedet med en next-generation konsol.
Sega gik i gang med at udvikle to maskiner, hvoraf den bedste skulle sættes i produktion. Den ene blev udviklet i USA, mens den anden blev udviklet i Japan. Det blev den japanske prototype, Katana, der blev valgt frem for den amerikanske Black Belt. Katana havde en 200 MHz Hitachi SH-4 RISC processor med en NEC PowerVR DC grafikprocessor udviklet af VideoLogic, som på dette tidspunkt var noget af det kraftigste hardware man kunne producere. Den nye konsol fra Sega var født og blev døbt Dreamcast.

### Lancering
Segas Dreamcast blev lanceret den 27. november 1998 i Japan, i USA den 9. september 1999 og i Europa den 14. oktober 1999.
Lanceringen af Dreamcast blev en succes især i USA, hvor der på forhånd var forudbestilt 300.000 konsoller og i løbet af de første to uger solgt mere end 500.000 maskiner. Grunden til, at den solgte ekstra godt i USA, var et langt større spiludvalg end der havde været under lanceringen i Japan, hvor der kun havde været fire spil på lanceringsdagen.
Til trods for flere salgsrekorder de første par måneder efter lanceringen, var Segas problem, at alt for mange spillere tøvede med at købe en Dreamcast. Mange ville hellere vente til den, på dette tidspunkt, meget mystificerede Playstation 2 kom på markedet. Rygtet sagde, at den nye Playstation 2 ville revolutionere hele konsolmarkedet og, at den var i stand til at afspille dvd-film, noget som Sega fravalgte, da de ikke mente det var nødvendigt. Desuden kom det frem at både Nintendo og Microsoft (sidstnævnte som ny aktør) stod på trapperne med deres nye konsoller Gamecube og Xbox.

### Produktionen indstilles
Den 31. januar 2001 meddeler Sega at de vil standse produktionen af maskiner og tilbehør til marts samme år, mens de ca. 50 spil der er under udvikling fortsat vil udkomme til konsollen. De bekendtgøre samtidigt at de ønsker at trække sig tilbage fra konsolmarkedet, og i stedet udelukkende producere spil til andre formater.

## Hardware

### Tekniske specifikationer
- Mål:
  - Bredde 19 cm
  - Længde 19,5 cm
  - højde 7,8 cm.

- Processor:
  - 200 MHz Hitachi SH-4 RISC

- Grafikprocessor
  - NEC PowerVR DC

- Hukommelse:
  - 16 main RAM
  - 8 video RAM
  - 2 sound RAM

- Lyd
  - 45MHz Yamaha 32-bit RISC CPU @ 40MIPS

- Modem:
  - 56Kb i USA
  - 33Kb i Europa og Japan.

- Læsbare medier:
  - GD-rom (GigaDisk)
  - CD

### Menuer
Konsollens indbyggede menusystem består af følgende fire valgmuligheder:
- Et joypad: Vælger man dette element starter man det spil som ligger i drevet.
- Et Visual Memory Unit: Her kan man redigere sine saves, herunder slette og overføre data fra et Visual Memory Unit til et andet.
- Et ur: Under dette punkt kan man gå ind og ændre indstillingerne for blandt andet tid og sprog.
- En node: Her kan man lytte til musik hvis der ligger en CD i drevet.

### Tilbehør
Controller: Segas Gamepad til Dreamcast består af en tommelfinger pind (et mini joystick), et 8-vejs D-pad, to trykfølsomme skulderknapper, fire actionknapper (A,B,X,Y) og en start knap. Controlleren indeholder desuden to indgange til Visual Memory Units og Rumble Packs. Med et Visual Memory Unit i controlleren kan man i flere spil se en række informationer på den lille LCD-skærm mens man spiller. Controlleren kan virke klodset, men er faktisk meget behagelig at have i hænderne.
Rumble Pack: De fleste Dreamcast spil benytter sig af Rumble Pack teknologien. Rumble Pack’en sættes ned i controllerens bagerste indgang og frembringer variable rystelser i controlleren mens man spiller.
Visual Memory Unit: Hvis man ønsker at gemme sine spildata, skal man bruge et Visual Memory Unit. Kortet har en lille LCD-skærm på 48x32 pixels og har en hukommelse på 128Kb. På kortet sidder udover skærmen, et lille D-pad og fire knapper, to actionknapper, en Sleep knap og en Mode knap. Hvis man ønsker at bruge Visual Memory Unit til at spille mini spil på eller bruge andre funktioner, kræver det at man sætter to CR2032 lithium batterier i kortet. Desuden kan man koble to kort sammen og overføre data fra det ene kort til det andet eller spille mini spil mod hinanden.
Lyspistol: Fungerer ligesom lyspistoler til andre konsoller: Med stor præcision er det muligt på afstand at skyde/ramme objekter på skærmen i spil som er kompatible med lyspistoler. Segas lyspistol har ligeledes en indgang til et Visual Memory Unit eller en Rumble Pack.
Keyboard og mus: Flere spil understøtter brugen af mus og keyboard, ligesom det var en stor hjælp når man gik online med Dreamcast.
Fishing Rod: Segas fiskestang kan bruges til at få et bedre udbytte ud af de fiskespil der udkom til konsollen. Fiskestangen har en indbygget rumble funktion og en bevægelsessensor der reagere når man bevæger controlleren. Udover bevægelsesfunktionen er der på siden et hjul til at hale fiskene ind med, en startknap og fire actionknapper (A,B,X,Y).
Arcade Stick: Sega udviklede ikke deres eget Arcade Stick, i stedet blev firmaet Agetec udvalgt til at producerede det officielt for Sega. Agetecs Arcade Stick har et joystick, seks actionknapper (A,B,C,X,Y,Z) og en startknap. Desuden er der en indgang til et Visual Memory Unit.
Andet tilbehør: Dreameye webcam (kun i Japan), mikrofon, Samba De Amigo maracas, Dreamcast Karaoke add-on (kun i Japan).

## Software

### Mindeværdige spil
Der vil altid være bestemte spil til en konsol som vil blive husket, og Dreamcast spiludbud er absolut ingen undtagelse. Med et spilbibliotek på over 200 spil alene i Europa er der nok at tage af. Følgende spil i dette afsnit er udvalgt på baggrund af de store internetmagasiners (ign.com, gamespy.com, racketboy.com, dreamcasthistory.com Arkiveret 1. maj 2008 hos  Wayback Machine) bedømmelser. Årsagen til at dette afsnit er tilføjet, er for at give et hurtigt overblik over de største og mest mindeværdige spil til konsollen. Se mere under Sega Dreamcast-spil.
- Soul Calibur er en fortsættelse af kampspillet Soul Edge til Playstation. Soul Calibur udkom i første omgang kun på arkademaskine, men blev i 1999 udgivet eksklusivt til Dreamcast. Soul Calibur er et af de få spil der har opnået den perfekte score 10/10 af det kritiske spilmagasin Edge. Siden er der kommet efterfølgere til Playstation, Xbox og Gamecube.
- Shenmue blev det dyreste spil der udkom til Dreamcast. Ikke mindre end 70 millioner dollars blev brugt på at udvikle Yu Suzukis skelsættende mesterværk. Spillet blev hurtigt en succes på grund af den fængende historie, flotte grafik og sit gode gameplay. Der udkom ligeledes en 2'er i Japan og Europa, og det vides endnu ikke om serien vil fortsætte på den nye generation af spilkonsoller.
- Jet Set Radio er et Cel-shaded (tegneserieagtigt) spil, hvor man som hovedperson i spillet løber rundt på rulleskøjter og laver graffiti i byens gader. Undervejs møder man andre graffitibander og politiet som alle forsøger at stoppe ens spillefigur. Spillets lydside er fyldt med rå J-pop, hiphop og trip hop.
- Crazy Taxi er et arkadespil, som i sin enkelthed går ud på at bringe tilfældige passagere fra A til B i sin taxa. Spillet er en overførsel fra den originale arkademaskine, inklusive ekstra tilbehør i form af minispil m.m. Senere kom også en 2'er til Dreamcast, ligesom der findes versioner til pc, Playstation 2 og Xbox.
- Virtua Tennis er Hitmakers tennisspil, der skiller sig ud fra andre tennisspil ved et mere arkadeagtigt gameplay. Spillet udkom da også i første omgang på arkademaskine, men blev overført til Dreamcast i 1999. Siden kom der også en forbedret fortsættelse til Dreamcast (Virtua Tennis 2). Virtua Tennis er udkommet til pc og i en anden udgave til PSP og en 3'er er udkommet til Playstation 3.
- Sonic Adventure – Segas gamle maskot, helt tilbage fra Master System- og Mega Drive-dagene, det lynhurtige blå pindsvin Sonic, fik sin debut til Dreamcast på lanceringsdagen i Japan, USA og Europa. Spillets handling ligner sig selv, men denne gang foregår det hele i fuld 3D.
- Skies of Arcadia er et RPG-spil, hvor man skal styre sit flyvende sørøverskib rundt på forskellige øer og undervejs bekæmpe en række modstandere. Spillet er også udkommet til Gamecube (Skies of Arcadia Legends).
- Phantasy Star Online udkom til Dreamcast i 2000. Det er et typisk RPG-spil, hvor man styrer sin figur rundt i et eventyrunivers. Spillet har siden vokset sig større og er udkommet til pc, Gamecube, Playstation 2, Xbox og Xbox 360.
- Power Stone er et kampspil hvor man skal kæmpe mod én eller flere modstandere på en platform, hvor alt omkring ens spillefigur kan bruges som kasteskyts mod sin(e) modstander(ere). Spillet som i første gang kun fandtes på arkademaskine, blev så populært at holdet bag gik i gang med en opfølger (Power Stone 2). Siden er en udgave kommet til PSP (Power Stone Collection).
- Sega Rally 2 – Sega Rally-serien er nok en af Segas største succeser gennem tiderne. Både Sega Rally og Sega Rally 2 udkom i første gang på arkademaskine, men blev senere overført til henholdsvis Sega Saturn og Dreamcast. Siden er serien fortsat på Playstation 2 (Sega Rally 2006) i Japan og en ny udgave er under udvikling til pc, Xbox 360 og Playstaion 3.

Af andre store titler kan nævnes: Samba De Amigo, Metropolis Street Racer (i dag bedre kendt som Projekt Gotham Racing), Dead or Alive 2, Daytona USA, Resident Evil: Code Veronica, Test Drive Le Mans, House of the Dead 2 og Segas 2K sports-serie, herunder NBA, NFL, NHL og MLB.